# Biologia reprodutiva
Biologia reprodutiva inclui a reprodução sexuada e assexuada.
A biologia reprodutiva inclui um grande número de campos: Sistemas reprodutivos, Endocrinologia, Desenvolvimento sexual (puberdade), Maturidade sexual, Reprodução e Fertilidade.

## Biologia reprodutiva humana

### Endocrinologia
A biologia reprodutiva humana é controlada principalmente por meio de hormônios, que enviam sinais às estruturas reprodutivas humanas para influenciar o crescimento e a maturação. Esses hormônios são secretados pelas glândulas endócrinas e se espalham por diferentes tecidos do corpo humano. Nos humanos, a glândula pituitária sintetiza hormônios usados para controlar a atividade das glândulas endócrinas.

### Sistemas reprodutivos
Órgãos internos e externos estão incluídos no sistema reprodutivo. Existem dois sistemas reprodutivos, incluindo o masculino e o feminino, que contêm órgãos diferentes um do outro. Esses sistemas trabalham juntos para produzir descendentes.

#### Sistema reprodutivo feminino
O sistema reprodutor feminino inclui as estruturas envolvidas na ovulação, fertilização, desenvolvimento de um embrião e nascimento.
Essas estruturas incluem:
- Ovários
- Ovidutos
- Útero
- Vagina
- Glândulas mamárias

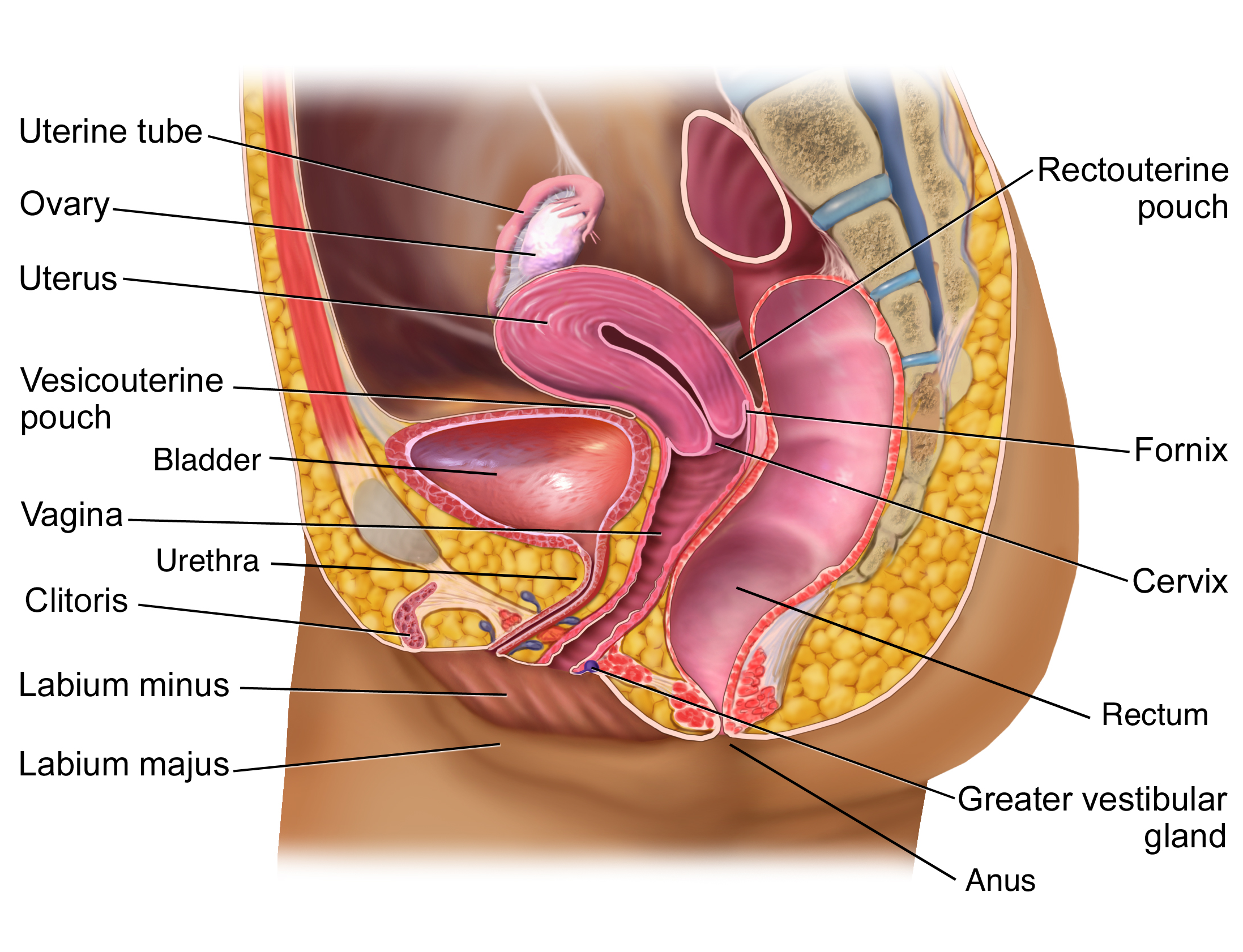
Estruturas reprodutivas femininas humanas

O estrogênio é um dos hormônios reprodutivos sexuais que auxiliam no sistema reprodutivo sexual da mulher.

#### Sistema reprodutor masculino
O sistema reprodutor masculino inclui testículos, rede testicular, ductos deferentes, epidídimo, glândulas acessórias sexuais, ductos acessórios sexuais e genitália externa.
A testosterona, um andrógeno, embora presente tanto em homens quanto em mulheres, é relativamente mais abundante em homens. A testosterona serve como um dos principais hormônios reprodutivos sexuais no sistema reprodutor masculino. No entanto, a enzima aromatase está presente nos testículos e é capaz de sintetizar estrogênios a partir de andrógenos. Os estrogênios estão presentes em altas concentrações nos fluidos luminais do trato reprodutivo masculino. Os receptores de andrógenos e estrogênios são abundantes nas células epiteliais do trato reprodutor masculino.

## Biologia reprodutiva animal
A reprodução animal ocorre por dois modos de ação, incluindo a reprodução sexuada e assexuada. Na reprodução assexuada, a geração de novos organismos não requer a fusão do espermatozóide com o óvulo. No entanto, na reprodução sexuada, novos organismos são formados pela fusão de espermatozoides e óvulos haplóides, resultando no que é conhecido como zigoto. Embora os animais exibam reprodução sexuada e assexuada, a grande maioria dos animais se reproduz por reprodução sexuada.
Em muitas espécies, sabe-se relativamente pouco sobre as condições necessárias para uma reprodução bem sucedida. Essas informações podem ser críticas para prevenir a extinção generalizada, uma vez que as espécies são cada vez mais afetadas pelas alterações climáticas e outras ameaças. No caso de algumas espécies de rãs, como o sapo-parteiro maiorquino e o sapo-pulverizador Kihansi, foi possível repovoar áreas onde as populações selvagens tinham sido perdidas.

## Gametogênese
Gametogênese é a formação de gametas, ou células reprodutivas.

### Espermatogênese
A espermatogênese é a produção de espermatozoides nos testículos. Nos testículos maduros, as células germinativas primordiais dividem-se mitoticamente para formar as espermatogônias, que por sua vez geram espermatócitos por mitose. Então, cada espermatócito dá origem a quatro espermátides por meiose. As espermátides agora são haplóides e sofrem diferenciação em espermatozóides. Mais tarde na reprodução, o espermatozóide se fundirá com um ovócito feminino para formar o zigoto.

### Oogênese
Oogênese é a formação de uma célula que produzirá um óvulo e três corpos polares. A ovogênese começa no embrião feminino com a produção de ovogônias a partir de células germinativas primordiais. Assim como a espermatogênese, as células germinativas primordiais sofrem divisão mitótica para formar as células que mais tarde sofrerão meiose, mas serão interrompidas no estágio prófase I. Isso é conhecido como ovócito primário. As mulheres humanas nascem com todos os oócitos primários que alguma vez terão. A partir da puberdade, o processo de meiose pode ser concluído, resultando no ovócito secundário e no primeiro corpúsculo polar.